# Guzel Khubbieva
Guzel Shavkatovna Khubbieva ((UZ)  Гузаль Хуббиева; 2 maggio 1976) è una velocista uzbeka.

## Biografia
Ha partecipato alle Olimpiadi di Pechino 2008 gareggiando nei 100 metri piani. In batteria si è piazzata terza alle spalle di Muna Lee e Anita Pistone con un tempo di 11"44, accedendo così al secondo turno, dove ha corso in 11"49, tempo non sufficiente per accedere alla semifinale.

## Progressione

### 100 metri piani
| Stagione | Tempo | Luogo    | Data       | Rank. Mond. |
| -------- | ----- | -------- | ---------- | ----------- |
| 2011     | 11"36 | Tashkent | 30-9-2011  |             |
| 2010     | 11"34 | Canton   | 22-11-2010 |             |
| 2009     | 11"31 | Suzhou   | 23-5-2009  |             |
| 2008     | 11"38 | Atene    | 28-5-2008  |             |
| 2007     | 11"20 | Almaty   | 9-6-2007   |             |
| 2006     | 11"27 | Doha     | 9-12-2006  |             |
| 2005     | 11"45 | Sidoarjo | 18-6-2005  |             |
| 2004     | 11"26 | Songkhla | 23-6-2004  |             |
| 2003     | 11"30 | Bangkok  | 5-6-2003   |             |
| 2002     | 11"38 | Tashkent | 7-6-2002   |             |
| 2001     | 11"56 | Bishkek  | 16-6-2001  |             |

### 200 metri piani
| Stagione | Tempo | Luogo    | Data      | Rank. Mond. |
| -------- | ----- | -------- | --------- | ----------- |
| 2009     | 23"61 | Berlino  | 19-8-2009 |             |
| 2008     | 23"17 | Tashkent | 17-7-2008 |             |
| 2007     | 23"25 | Osaka    | 29-8-2007 |             |
| 2006     | 23"23 | Pune     | 26-5-2006 |             |
| 2004     | 23"16 | Manila   | 1-7-2004  |             |

### 60 metri piani indoor
| Stagione | Tempo | Luogo    | Data       | Rank. Mond. |
| -------- | ----- | -------- | ---------- | ----------- |
| 2012     | 7"31  | Tashkent | 2-2-2012   |             |
| 2009     | 7"39  | Hanoi    | 31-10-2009 |             |
| 2008     | 7"24  | Valencia | 7-3-2008   |             |
| 2006     | 7"32  | Samara   | 4-2-2006   |             |
| 2005     | 7"19  | Samara   | 2-2-2005   |             |
| 2003     | 7"35  | Tashkent | 27-2-2003  |             |
| 2002     | 7"38  | Tientsin | 3-3-2002   |             |
| 2001     | 7"46  | Pechino  | 21-2-2001  |             |

## Palmarès
| Anno | Manifestazione      | Sede     | Evento      | Risultato        | Prestazione | Note                                     |
| ---- | ------------------- | -------- | ----------- | ---------------- | ----------- | ---------------------------------------- |
| 2000 | Giochi olimpici     | Sydney   | 4×100 m     | 6ª               | 45"14       |                                          |
| 2002 | Giochi asiatici     | Pusan    | 4×100 m     | Bronzo           |             |                                          |
| 2003 | Campionati asiatici | Manila   | 100 m piani | Bronzo           |             |                                          |
| 2003 | Campionati asiatici | Manila   | 200 m piani | Bronzo           |             |                                          |
| 2004 | Giochi olimpici     | Atene    | 100 m piani | 6ª               | 11"35       |                                          |
| 2005 | Campionati asiatici | Incheon  | 100 m piani | Argento          |             |                                          |
| 2005 | Campionati asiatici | Incheon  | 200 m piani | Argento          |             |                                          |
| 2006 | Giochi asiatici     | Doha     | 100 m piani | Oro              |             |                                          |
| 2006 | Giochi asiatici     | Doha     | 200 m piani | Argento          |             |                                          |
| 2007 | Mondiali            | Osaka    | 100 m piani | Batteria         | 11"59       |                                          |
| 2007 | Mondiali            | Osaka    | 200 m piani | Quarti di finale | 23"28       |                                          |
| 2008 | Mondiali indoor     | Valencia | 60 m piani  | Semifinale       | 7"27        |                                          |
| 2008 | Giochi olimpici     | Pechino  | 100 m piani | Quarti di finale | 11"49       |                                          |
| 2008 | Giochi olimpici     | Pechino  | 200 m piani | Quarti di finale | dns         |                                          |
| 2009 | Mondiali            | Berlino  | 100 m piani | Quarti di finale | 11"43       |                                          |
| 2009 | Mondiali            | Berlino  | 200 m piani | Batteria         | 23"61       | Miglior prestazione personale stagionale |
| 2010 | Giochi asiatici     | Canton   | 100 m piani | Argento          | 11"34       |                                          |
| 2010 | Giochi asiatici     | Canton   | 200 m piani | Bronzo           | 23"87       |                                          |
| 2011 | Campionati asiatici | Kōbe     | 100 m piani | Oro              | 11"39       |                                          |
| 2011 | Mondiali            | Taegu    | 100 m piani | Batteria         | 11"45       |                                          |
| 2012 | Mondiali indoor     | Istanbul | 60 m piani  | Semifinale       | 7"25        | Miglior prestazione personale stagionale |
| 2012 | Giochi olimpici     | Londra   | 100 m piani | Batteria         | 11"22       | Miglior prestazione personale stagionale |
| 2013 | Campionati asiatici | Pune     | 100 m piani | Batteria         | 11"87       |                                          |

## Altre competizioni internazionali
2006
- 7ª in Coppa del mondo ( Atene), 100 m piani - 11"43
- 6ª in Coppa del mondo ( Atene), 200 m piani - 23"34